# People Who Love Peepholes
"People Who Love Peepholes" é o segundo episódio da nona temporada da série de televisão de comédia Two and a Half Men, e o centésimo septuagésimo nono em geral. Foi escrito por Chuck Lorre, Lee Aronsohn, Eddie Gorodetsky e Jim Patterson. A sua exibição nos Estados Unidos ocorreu em 26 de setembro de 2011 pela rede de televisão Columbia Broadcasting System (CBS). Este é o último episódio a utilizar o original Manly Men.

## Enredo
Walden Schmidt (Ashton Kutcher) compra a antiga casa de Charlie Harper e Alan Harper (Jon Cryer) se prepara para morar com sua mãe Evelyn Harper (Holland Taylor). Walden pede a Berta (Conchata Ferrell) para permanecer com o cargo de governanta na grande casa da praia, sendo atraída pelo patrão e com intuição de ficar com o quarto de Alan, decide aceitar. Alan se sente desconfortável morando com Evelyn.
Walden vai a casa de Evelyn para entregar a Alan um livro sobre como obter mulheres e o convida para sair e beber alguma coisa. Alan, desesperado para se livrar da mãe, aceita o convite rapidamente. Walden começa a falar de Bridget (Judy Greer), sua ex-esposa que o rejeitou. Triste, vai com Alan até sua antiga moradia para conversar com Bridget. Alan e Walden não são permitidos entrar. Walden avisa para Alan pular o portão junto com ele, porém ele não acha uma boa ideia quando Bridget avisa que irá ligar a eletricidade. Walden afirma que é outro blefe de sua ex, quando eles sobem, ela aperta o botão e os dois intrusos se machucam ao cair no gramado pelo choque. Bridget cuida de Walden e queixa que ela faz o papel de mãe do seu antigo esposo e não de mulher já que ele tem uma maturidade de criança.
Na manhã seguinte em Malibu, após Alan e Walden acordarem embriagados, nus e compartilhando uma cadeira, se estranham. Alan diz que poderia ter feito algo que arrependerá, Walden nega. Depois de se vestir, Alan encontra uma garota de biquíni chamada Penelope (Stephanie Jacobsen) à procura de Charlie. Alan fala sobre a morte do procurado, mas esquece rapidamente ao olhar para Walden. Walden e Penelope conversam e se dão bem, Alan se sentindo mal no meio da conversa dos dois, se prepara para sair do local. Bridget para por Alan e ressalva para Penelope que Walden já tem uma namorada e então, pede desculpas para ele por ter agido de forma dura. Alan sai, mas é rapidamente interrompido por Walden que diz que fará qualquer favor já que ajudaste tanto. Alan pede para voltar para casa e Walden concorda. Alan celebra.
| “ | ... E não se preocupe, eu não sou ninguém para discordar de suas boas-vindas.      | ” |
|   | — Alan Harper ao saber que Walden concordou que ficasse na grande casa de Malibu.. |   |

## Produção
Este episódio marca a terceira aparição de Judy Greer na série Two and a Half Men. Ela apareceu antes, em dois episódios: "Smooth as a Ken Doll" e "Aunt Myra Doesn't Pee a Lot" como irmã de Herb. A partir deste episódio ela interpreta Bridget como ex-esposa de Walden. Este, alcançou 20 milhões de telespectadores.